# Crazy Horse (album)
Pour les articles homonymes, voir Crazy Horse.
Albums de Crazy Horse
Loose
(1972)
Crazy Horse (1971) est le premier album du groupe de rock américain, Crazy Horse.

## Présentation
Avant cet enregistrement, Crazy Horse — composé alors de Danny Whitten, Billy Talbot et Ralph Molina — avait joué sur les albums Everybody Knows This Is Nowhere et After the Gold Rush de Neil Young. Pendant l'enregistrement de After the Gold Rush, les trois membres fondateurs de Crazy Horse ont fait la connaissance de Nils Lofgren et de Jack Nitzsche qui ont alors rejoint le groupe pour l'enregistrement de cet album éponyme. Jack Nitzsche est, avec Bruce Botnick, un des deux producteurs de cet album. Par la suite, Nils Lofgren rejoint le E Street Band de Bruce Springsteen.
Le premier titre, Gone Dead Train, a été aussi interprété par Randy Newman pour la bande son du film Performance.
My engine was pumpin' steam 
And I was grindin' at you hard and fast 
Burnin' down the rails, tryin' to heat the way 
Haulin' ass and ridin' up the track 
And I laughed at the conductor who was tellin' me my coal 
It would never last
But then the fire in my boiler
Up and quit before I came
Ain't no empty cellar
Like a gone dead train
Selon Parke Puterbaugh, dans un article du magazine Rolling Stone, il faut y voir une métaphore sur l'impotence.
Danny Whitten est l'auteur de cinq titres, I Don't Want to Talk About It a été repris par la suite par de nombreux artistes, parmi eux Rod Stewart et Rita Coolidge. Come On Baby Let's Go Downtown, composé par Danny Whitten et Neil Young, est repris par ce dernier sur son album Tonight's the Night. Cette chanson parle de l'usage de drogue, une addiction qui coûtera la vie à Danny Whitten.
Sure enough,
they'll be sellin' stuff 
When the moon begins to rise.
Pretty bad when
you're dealin' with the man, 
And the light shines in your eyes.
Cet album est, avec Loose, un des deux albums que Danny Whitten a enregistré avec Crazy Horse avant son décès d'une overdose en 1972.
Ry Cooder joue de la guitare, avec bottleneck, sur Dirty, Dirty, Crow Jane Lady et I Don't Want To Talk About It.
L'album a été classé 84e au Billboard.

## Titres de l’album

### Face 1
| No | Titre                         | Auteur                       | Durée |
| -- | ----------------------------- | ---------------------------- | ----- |
| 1. | Gone Dead Train               | Russ Titelman, Jack Nitzsche | 4:06  |
| 2. | Dance, Dance, Dance           | Neil Young                   | 2:10  |
| 3. | Look at All the Things        | Danny Whitten                | 3:13  |
| 4. | Beggar's Day                  | Nils Lofgren                 | 4:28  |
| 5. | I Don't Want to Talk About It | Danny Whitten                | 5:18  |

### Face 2
| No | Titre                          | Auteur                       | Durée |
| -- | ------------------------------ | ---------------------------- | ----- |
| 1. | Come On Baby Let's Go Downtown | Danny Whitten, Neil Young    | 3:14  |
| 2. | Carolay                        | Russ Titelman, Jack Nitzsche | 2:52  |
| 3. | Dirty, Dirty                   | Danny Whitten                | 3:31  |
| 4. | Nobody                         | Nils Lofgren                 | 2:35  |
| 5. | I'll Get By                    | Danny Whitten                | 3:08  |
| 6. | Crow Jane Lady                 | Jack Nitzsche                | 4:24  |

## Musiciens
Crazy Horse
- Danny Whitten — chant, guitare
- Nils Lofgren — guitare, chant sur "Beggars Day"
- Jack Nitzsche — piano, chant sur "Crow Jane Lady"
- Billy Talbot — guitare basse, voix
- Ralph Molina — batterie, chant sur "Dance, Dance, Dance"

Autres musiciens
- Ry Cooder — slide guitare
- Gib Gilbo — violon